# Sociedade Geral de Comércio, Indústria e Transportes
Die Sociedade Geral de Comércio, Indústria e Transportes („Sociedade Geral“) war eine portugiesische Reederei, die von 1919 bis 1972 bestand. Sie war zeitweise die größte Reederei des Landes und fusionierte 1972 mit der Companhia Nacional de Navegação.

## Geschichte

### Gründung
Gegründet wurde die Reederei am 15. Juli 1919 von der Companhia União Fabril (CUF) und ihrem Vorsitzenden Alfredo da Silva (1871–1942), nachdem Versuche, eine Reederei zu kaufen, erfolglos geblieben waren. Die Reederei wurde mit einem Kapital von zwei Millionen Escudos ausgestattet und blieb während ihres Bestehens ein Bestandteil der CUF-Gruppe. Sitz des Unternehmens wurde Lissabon. Hauptaufgabe der Reederei war zunächst der Transport von Rohstoffen an die Firmen der CUF, von Rohstoffen und Halbprodukten zwischen deren Standorten sowie der fertigen Produkte zu den Märkten.

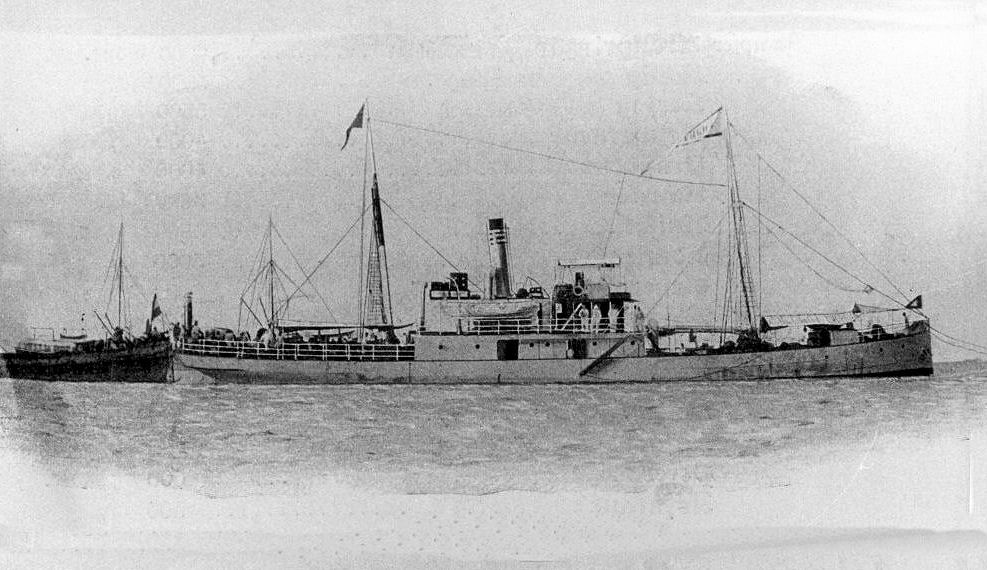
Lisboa, ex dt. Adjutant

### Flotten- und Linienentwicklung
Als Erstausstattung übernahm die Reederei vom Werksdienst der CUF das kleine Frachtschiff Lisboa, das die CUF gekauft hatte, um Düngemittel, Pyrite und Phosphate zwischen den einzelnen Standorten des Unternehmens zu transportieren. Erste Neuanschaffung war 1922 das kleine Frachtschiff Silva Gouveia, ein 1906 in Großbritannien gebauter Frachter, der zuletzt für die Miller Steam Ship Company aus Liverpool in Dienst stand. Bis 1928 wurde die Flotte sukzessive durch Ankäufe erweitert. Noch 1922 folgten weitere vier Frachter, 1924 noch einmal vier Schiffe. Mit der Auflösung der Staatsreederei Transportes Maritimos do Estado (TME) im Jahr 1925 – sie war 1916 bei Eintritt in den Ersten Weltkrieg auf Seiten der Alliierten gegründet worden und hatte beschlagnahmte deutsche und österreichisch-ungarische Schiffe bereedert – erwarb die Sociedade Geral neun Schiffe aus der Auflösungsmasse. Bis 1928 bestand die Flotte der Reederei aus rund zwei Dutzend Frachtschiffen. Zum Bestand gehörten ebenfalls fünf Schlepper (Estoril, São Cristóvão, África, Cintra und Freixo) sowie 15 Lastkähne. Der einzige staatlich konzessionierte Liniendienst der Sociedade Geral verband das Mutterland mit den Kolonien in Kap Verde und Guinea.

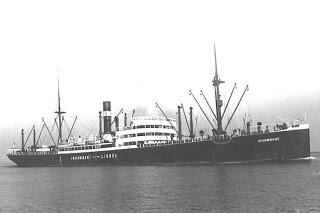
Inhambane im Jahr 1918

Im Jahr 1933 trat die Sociedade Geral in Konkurrenz zu den etablierten Reedereien Companhia Colonial de Navegação sowie Companhia Nacional de Navegação und eröffnete entgegen den Vorgaben des zuständigen Marineministeriums einen Liniendienst nach Angola. Ebenfalls 1933 orderte die Reederei ihren ersten Neubau. Von der hauseigenen Werft der CUF Estaleiros Navais de Lisboa in Lissabon verstärkte die Costeiro Segundo die Flotte. Ansonsten blieb diese in den 1930er Jahren unverändert. Gleichwohl bestellte sie bei der CUF-Werft weitere vier kleine Frachtschiffe, die zwischen 1938 und 1944 ausgeliefert wurden (1938: Africa Oriental, 1940: Costeiro Terceiro, 1943: Alexandre Silva, 1944: São Macário).

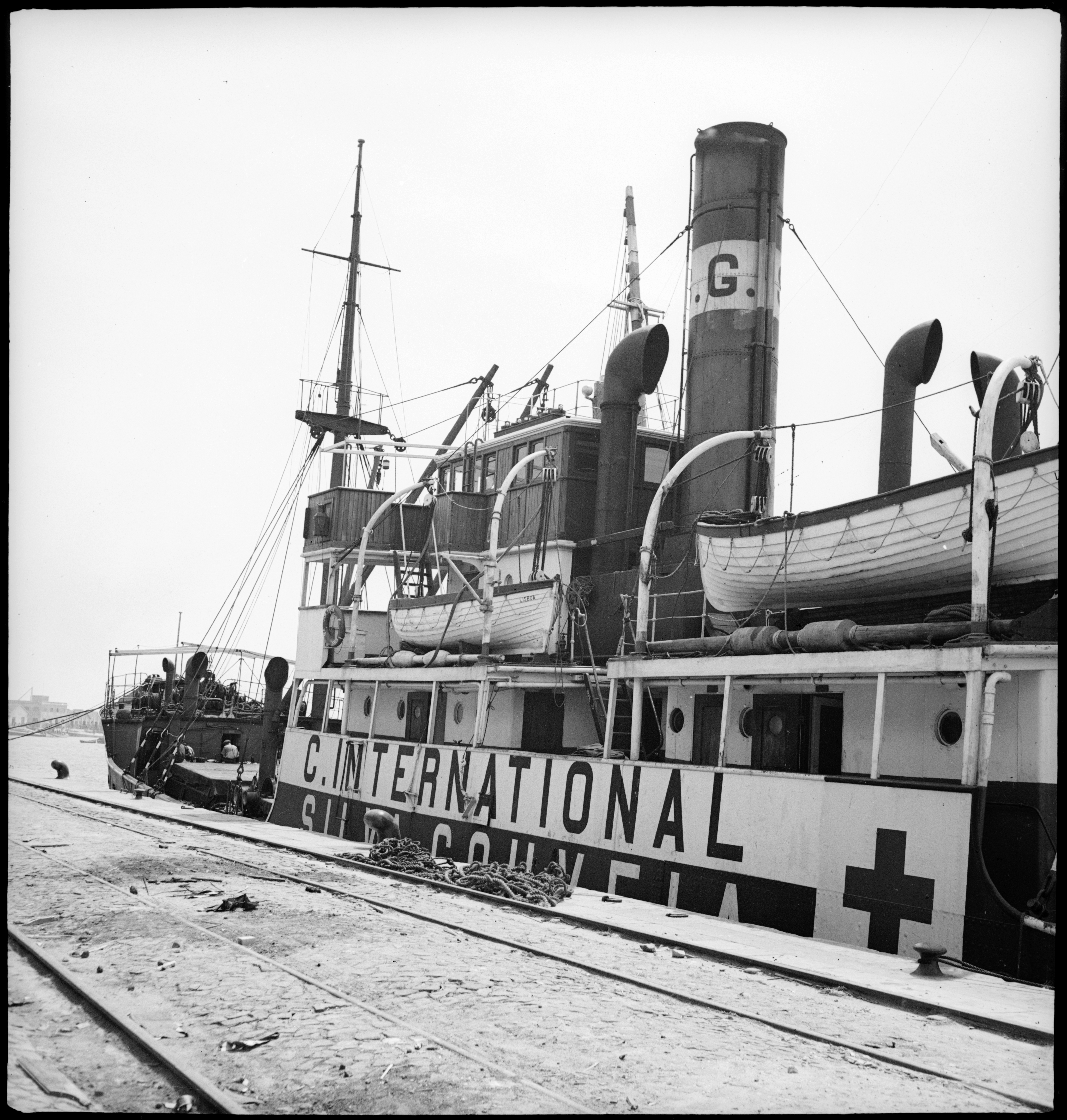
Silva Gouveia im Mai 1941

### Zweiter Weltkrieg
Zu Beginn des Zweiten Weltkrieges verfügte die Sociedade Geral über etwa die Hälfte der portugiesischen Handelsflotte. Während des Krieges charterte das Internationale Komitee vom Roten Kreuz mehrfach Schiffe der Reederei des neutralen Landes: Im Mai 1941 fuhren die Silva Gouveia (2) und Zé Manél zwischen Lissabon und Marseille, 1942 die Costeiro Terceiro zwischen Lissabon und Genua und 1943 erneut die Zé Manél zwischen Lissabon und Marseille. Als „Red Cross Relief Ships“ – Rotkreuz-Hilfsschiffe – transportierten sie vor allem Post und Hilfsgüter für Kriegsgefangene. Keines der Schiffe der Reederei ging durch Kriegseinwirkungen verloren. Die Gewinne aus den hohen Frachtraten der Kriegsjahre bildeten nach 1945 die Grundlage für neue Investitionen.

### Flottenerneuerung bis 1955
Nach dem Krieg war die Flotte der Reederei wie die der gesamten portugiesischen Schifffahrt überaltert. Da das Land während des Krieges aufgrund seiner kleinen Handelsmarine lediglich 15 Prozent der benötigten Waren mit eigenen Schiffen importieren konnte, war es auf Charterverträge mit dem Ausland angewiesen. Die portugiesische Regierung beschloss, die Abhängigkeit von ausländischen Transportkapazitäten zu verringern und gleichzeitig die Modernisierung der portugiesischen Handelsflotte zu forcieren. Mit dem Despacho 100, der „Verordnung Nr. 100“, vom 10. August 1945, legte sie ein Erneuerungsprogramm auf, und empfahl den Kauf oder den Bau von insgesamt 70 Schiffen mit einer Tragfähigkeit von 373.300 Tonnen. Von dem Programm profitierte auch die Sociedade Geral.

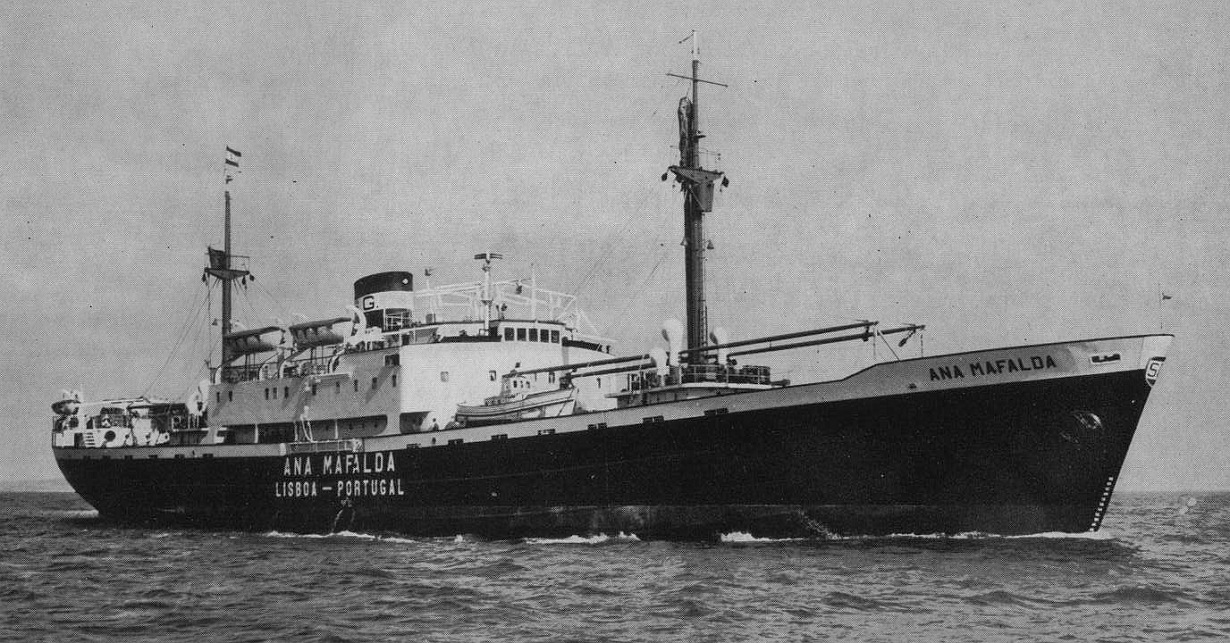
Ana Mafalda im Jahr 1960 oder davor

Bis 1955 erhielt sie 20 Schiffe im Rahmen dieses Programms. Britische Werften lieferten zehn große Frachtschiffe, davon sechs sog. „A-Schiffe“ von 10.000 Tonnen Tragfähigkeit (Alcobaça, Alenquer, Almeirim, Arraiolos, Ambrizete, Andulo) und vier mittelgroße „B-Schiffe“ mit 7.000 Tonnen Tragfähigkeit (Belas, Borba, Braga, Bragança) sowie von kanadischen Werften vier kleine „C-Schiffe“ mit 1.400 Tonnen Tragfähigkeit (Cartaxo, Colares, Coruche, Covilhã). Dazu kamen zwei Schwesterschiffe von der CUF-Werft (António Carlos, Conceição Maria) und vier Passagierschiffe (Alfredo da Silva, Ana Mafalda, Rita Maria, Manuel Alfredo) Nach Abschluss des Despacho 100 folgten weitere sechs Ankäufe.
Zum Abschluss der Flottenerneuerung 1955 setzte die Reederei knapp die Hälfte der Schiffe in der Linienschifffahrt, den etwas größeren Teil in der Trampschifffahrt ein. Gleichzeitig sicherte der portugiesische Staat den einzelnen Reedereien privilegierte Fahrtgebiete zu: Der Sociedade Geral wurde die seit 1933 betriebene Route nach Angola nun auch offiziell anerkannt, Privilegien erhielt sie für den Liniendienst nach Nordafrika und Guinea. Liniendienste betrieb die Reederei vierzehntäglich zwischen Lissabon und Kap Verde sowie Guinea, die von der Alfredo da Silva und der Ana Mafalda befahren wurde, bei Bedarf ergänzt durch weitere Frachtschiffe. Die zweite Linie verkehrte zwischen dem Mutterland und Angola, eingesetzt wurden die Rita Maria sowie die Frachtschiffe Ambrizete und Andulo. Die dritte Linie zwischen Nordeuropa, Portugal, Matadi im Kongo und Angola befuhr Manuel Alfredo.

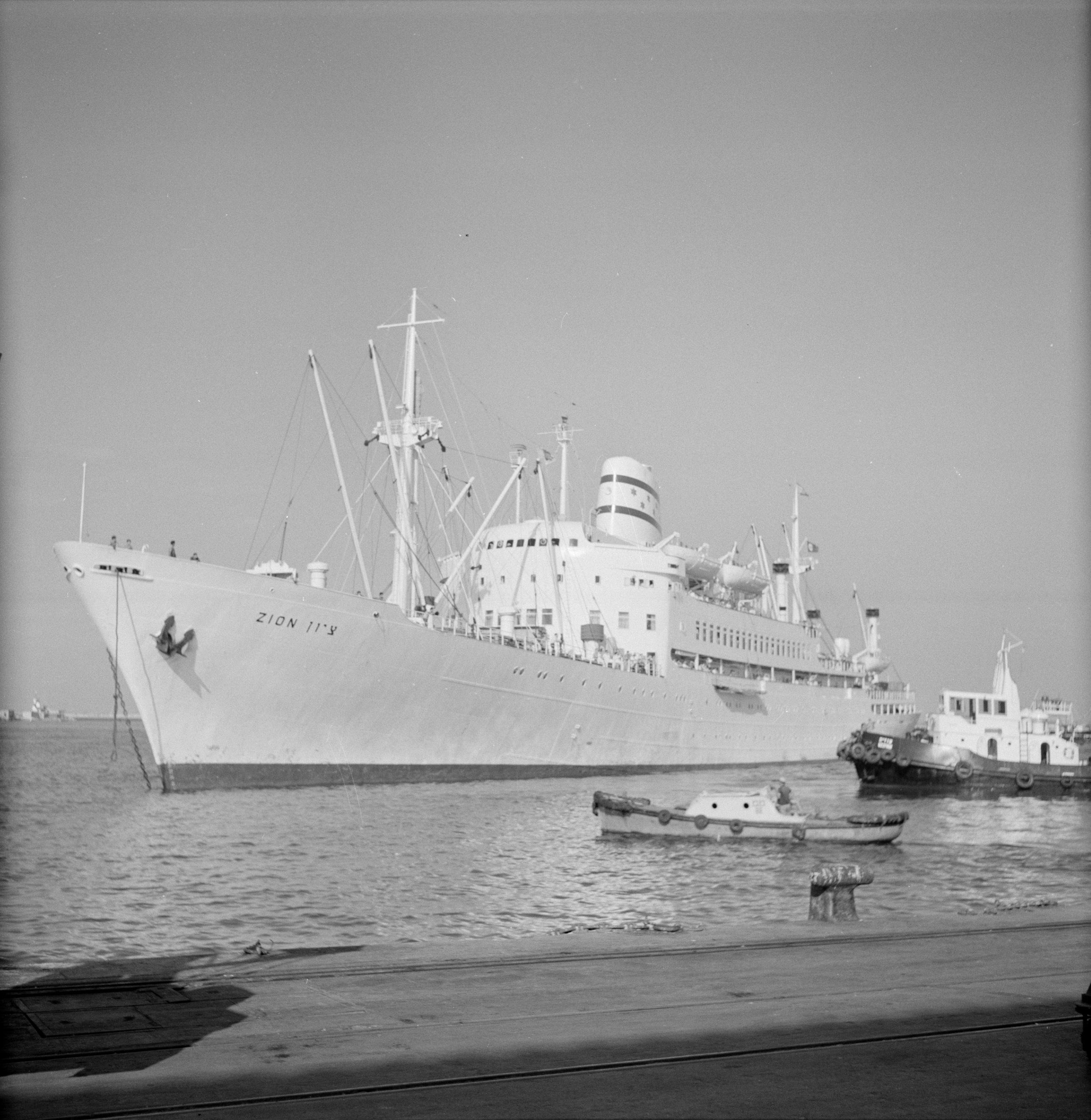
Amelia De Mello noch als Zion im Jahr 1964

Dem Wunsch, statt der Rita Maria ein größeres Passagierschiff nach Angola einzusetzen, gab die Regierung nicht statt. Dies umging die Sociedade Geral, da die Mutter CUF 1956 die Aktienmehrheit an dem Konkurrenten Companhia Nacional de Navegação erworben und diese Reederei in die Unternehmensgruppe integriert hatte. Die Rita Maria wurde daher nur modernisiert und 1966 durch die Amélia de Mello ersetzt. Die anderen Schiffe wurden in der Trampschifffahrt eingesetzt. Die Amélia de Mello war das bekannteste der vier Schiffe, die die Reederei in den 1960er-Jahren kaufte. Die letzten beiden Schiffe erwarb sie 1971: Die Schwesterschiffe Cabo Bojador und Cabo Verde waren 1962 gebaut worden – letztere übernahm die portugiesische Marine 1985 und nutzte sie als TransporterSão Miguel.
Die 1960er-Jahre waren in der internationalen wie der portugiesischen Schifffahrt von mehreren Entwicklungen geprägt: International begann sich die Containerisierung in der Schifffahrt durchzusetzen, was die Reedereien zu umfangreichen Investitionen in Umbauten oder der Neuanschaffung von Containerschiffen zwang. Gleichzeitig waren die globalen Frachtkapazitäten gestiegen, was zu einem Preisverfall der Frachtraten führte. Ab dieser Zeit wurden viele Schiffe aufgelegt, verkauft oder abgewrackt. Eine zusätzliche Entwicklung entstand speziell in Portugal durch den 1961 beginnenden Kolonialkrieg. Zunächst wurden zahlreiche Schiffe für militärische Nachschub- und Truppentransporte eingesetzt, so charterte die Regierung von der Sociedade Geral etwa 1963 die Ana Mafalda. Gegen Ende der 1960er-Jahre brachen jedoch nicht nur wegen des Krieges die Passagierzahlen drastisch ein. Inzwischen waren Flugreisen deutlich erschwinglicher geworden. Sie begannen, den Passagierverkehr zu dominieren und wurden auch für Truppentransporte eingesetzt.
In der portugiesischen Schifffahrt reagierte der Staat auf diese Situation und versuchte, die Reedereien durch verordnete Zusammenlegungen zu stärken und international konkurrenzfähig zu halten. Die Sociedade Geral wurde daher der Schwesterfirma Companhia Nacional de Navegação zugewiesen. Am 1. Januar 1972 fusionierten die beiden Reedereien, als Name blieb es bei Companhia Nacional de Navegação.

### Ergänzende Aktivitäten der Reederei
Neben den See-Schiffen betrieb die Reederei eine Anzahl kleiner Schiffe und Boote für Hilfsdienste. Dazu zählten Schlepper – neben den bereits genannten später die Soure, Praia da Draga, Praia Grande und die zweite Cintra, die sie für Schleppdienste in Häfen und auf Flüssen nutzte. Laut Anzeigen der Reederei betrieb sie auch „Schnellfähren“, die auf Kurzstrecken in Häfen oder an der Küste eingesetzt wurden. Zudem verfügte die Reederei in Alcântara und in Doca de Santo Amaro über eigene Docks und Lagerhäuser.
Als Unternehmen der Verkehrssparte nutzte die Muttergesellschaft die Sociedade Geral zudem für Gründungen, Käufe oder Beteiligungen an weiteren Unternehmen im Verkehrsbereich. So war die Sociedade Geral einer der Gründungsgesellschafter der Fluglinie TAP Air Portugal im Jahr 1945, Gründungspartner der durch eine staatliche Verordnung geschaffenen Tankschiffreederei Sociedade Portuguesa de Navios Tanques (Soponata) im Jahr 1947, dem Ankauf der 1937 gegründeten Werft Lisnave im Jahr 1961, der Reederei Suprema Compañía Naviera in Panama im Jahr 1962 oder der Reederei Sociedade Marítima de Transportes Frigoríficos (Transfrio) im Jahr 1964.

## Schiffe der Reederei
Die Liste enthält die See-Schiffe der Reederei. Nicht berücksichtigt sind Schlepper, Lastkähne oder sonstige Hilfsschiffe.
| Name                | Baujahr | Werft                                                                    | Vermessung | Dienstzeit   | Anmerkungen, Verbleib |
| ------------------- | ------- | ------------------------------------------------------------------------ | ---------- | ------------ | --- |
| Lisboa              | 1899    | Joh. C. Tecklenborg, Geestemünde                                         | 372 BRT    | 1919–1930    | ex. dt. Adjutant der Deutschen Ost-Afrika Linie, 1904 President Barclay der Woermann-Linie, 1906 Werner Kunstmann der Reederei W. Kunstmann, 1912 an portug. Lisboa der Empresa de Servicio Costeira, 1914/16 an CUF, 1928 bei Barreiro aufgelaufen, 1930 abgewrackt.                                      |
| Silva Gouveia       | 1906    | W. Harkess & Son, Middlesbrough                                          | 874 BRT    | 1922–1927    | ex brit. Faithful, 1914 brit. Monmouth Coast, 1921 Ankauf, 1927 auf der Fahrt von Hamburg nach Porto bei Kap Touriñán gestrandet. |
| Maria Cristina      | 1920    | Smiths Dock Company, Middlesbrough                                       | 3270 BRT   | 1922–1952    | ex norweg. Urd, 1922 Ankauf, 1952 griech. Areti, 1957 in Panama registriert, 1959 abgewrackt. |
| Pinhel (1)          | 1915    | Ropner Shipbuilding, Stockton-on-Tees                                    | 3204 BRT   | 1922–1950    | ex brit. Ellawood, 1920 Nelda, 1922 Ankauf, 1950 abgewrackt. |
| Costeiro            | 1921    | Gibles, Southampton                                                      | 717 BRT    | 1922–1959    | ex brit. Lorient, 1922 Ankauf, 1959 São Silvério der Frasil Shipping Company, 1963 in Nordspanien gestrandet.. |
| Mello               | 1915    | Blyth Dry Docks & Shipbuilding Company, Blyth (Northumberland)           | 4188 BRT   | 1923–1964    | ex brit. Hebburn, 1919 Graziella, 1923 Ankauf, 1964 vor Casablanca gestrandet. |
| Gaza                | 1914    | Neptun Werft, Rostock                                                    | 6037 BRT   | 1925–1949    | ex dt. Hof, 1914 in Maputo-Bucht interniert, 1916 beschlagnahmt: Gaza der Transportes Marítimos do Estado, 1925 Ankauf, 1949 abgewrackt. |
| Inhambane           | 1912    | Joh. C. Tecklenborg, Geestemünde                                         | 6051 BRT   | 1925–1955    | ex dt. Essen, 1914 in Maputo-Bucht interniert, 1916 beschlagnahmt: Inhambane der Transportes Marítimos do Estado, 1925 Ankauf, 1955 griech. Vassiliki, 1959 abgewrackt. |
| Amarante            | 1914    | Bremer Vulkan, Bremen                                                    | 7896 BRT   | 1926–1955    | ex dt. Württemberg, 1914 in Lissabon interniert, 1916 beschlagnahmt: Amarante der Transportes Marítimos do Estado, 1955 griech. Veronica, 1959 abgewrackt. |
| Maria Amélia        | 1913    | Neptun Werft, Rostock                                                    | 1765 BRT   | 1925–1949    | ex dt. Girgenti, 1914 in Lissabon interniert, 1916 beschlagnahmt: Gaia der Transportes Marítimos do Estado, 1925 Ankauf, 1959 abgewrackt. |
| Luso                | 1912    | Neptun Werft, Rostock                                                    | 6184 BRT   | 1926–1955    | ex dt. Colmar, 1914 in Madeira interniert, 1916 beschlagnahmt, Machico der Transportes Marítimos do Estado, 1926 Ankauf, 1955 in Großbritannien gestrandet und abgewrackt. |
| Mirandella          | 1906    | Bremer Vulkan, Bremen                                                    | 5179 BRT   | 1927–1955    | ex dt. Khalif, 1914 in Mosambik interniert, 1916 beschlagnahmt, Fernão Veloso der Transportes Marítimos do Estado, 1927 Ankauf, 1955 abgewrackt. |
| Cunene              | 1911    | Flensburger Schiffbau-Gesellschaft, Flensburg                            | 5898 BRT   | 1924–1955    | ex dt. Adelaide, 1914 in Luanda interniert, 1916 beschlagnahmt: Cunene der Transportes Marítimos do Estado, an Großbritannien verchartert, 1919 Rückgabe, 1924 Ankauf für Einsatz nach Afrika, 1955 abgewrackt.                                                                                            |
| Saudades            | 1913    | Flensburger Schiffbau-Gesellschaft, Flensburg                            | 4758 BRT   | 1926–1959    | ex dt. Phoenicia, 1914 in Lissabon interniert, 1916 beschlagnahmt, portug. Peniche der Transportes Marítimos do Estado, 1926 Ankauf, 1959 abgewrackt. |
| Mira Terra (1)      | 1918    | Gebr. Boot de Hoop, Leiderdorp                                           | 503 BRT    | 1926–1952    | ex ndl. Polldiep, 1925 brit. Westminster Bridge, 1926 Ankauf als. Porto (Name nicht registriert), 1927 Mira Terra, 1952 Verkauf als portug. Minimum, 1954 abgewrackt. |
| Alferrarede         | 1905    | Joh. C. Tecklenborg, Geestemünde                                         | 1409 BRT   | 1927–1961    | Pluto der Dampfschifffahrts-Gesellschaft „Neptun“, 1914 in Lissabon interniert, 1916 beschlagnahmt, Minenleger Sado der portug. Marine, 1918 an Transportes Marítimos do Estado, 1924 der Soc. de Navegação, 1927 Ankauf als Alferrarede, 1961 João Diogo der Sofamar, 1963 nördl. von Peniche gestrandet. |
| Zé Manel            | 1921    | Janssen & Schmilinsky, Hamburg                                           | 964 BRT    | 1928–1963/66 | ex dt. Minna, 1922 Argus der Reederei Voege & Däcker, 1928 portug. José Manuel der Partnerschaft Geral, 1929 Ankauf, 1963/66 Verkauf, und zuletzt Nutzung als Leichter João Diogo. |
| Silva Gouveia (2)   | 1921    | Janssen & Schmilinsky, Hamburg                                           | 892 BRT    | 1928–1954    | ex dt. Taunus der Übersee-Reederei, 1921 Max Weidtmann der Reederei Henry Stahl, 1924 der Weidtmann-Linie, 1928 Ankauf, 1949 aufgelegt, 1954 abgewrackt. |
| Costeiro Segundeo   | 1933    | CUF-Werft, Lissabon                                                      | 486 BRT    | 1933–1952    | Einsatz im portug. Küstenverkehr für Erz- und Schwefeltransporte; 1952 an der portug. Küste bei Cabo Sardão mit frz. Frachter Penthiervre kollidiert und gesunken. |
| Foca                | 1921    | Stavanger Støberi & Dok, Stavanger                                       | 1304 BRT   | 1942–1961    | 1921 norweg. Slotholm der Reederei Malm, 1923 brit. Siva der Reederei Salvesen, 1941 aufgelaufen, nach Reparatur 1942 Ankauf, 1959 aufgelegt, 1961 gestrichen. |
| Monchique (1)       | 1914    | Armstrong-Whitworth, Newcastle upon Tyne                                 | 5009 BRT   | 1945–1950    | ex brit. Tanker Aragaz, 1924 nach Frankreich verkauft, 1945 Ankauf als Monchique, 1950 brit. Bisco für Fahrt zur Abwrackwerft. |
| África Ocidental    | 1938    | CUF-Werft, Lissabon                                                      | 1266 BRT   | 1938–1971    | 1971 griech. Zoe, 1979 in Gadani abgewrackt. |
| Alexandre Silva     | 1943    | CUF-Werft, Lissabon                                                      | 1746 BRT   | 1943–1972    | Einsatz zunächst auf Linie nach Kap Verde und Guinea, später in der Trampschifffahrt und nach Nordeuropa. 1972 in Spanien abgewrackt. |
| Costeiro Terceiro   | 1940    | CUF-Werft, Lissabon                                                      | 1213 BRT   | 1940–1970    | Einsatz zwischen Lissabon und den Kolonien; 1970 verkauft: Silnauta der Componave; 1980: Mar dos Açores der Marcomiso, 1982 abgewrackt. |
| São Macario         | 1944    | CUF-Werft, Lissabon                                                      | 1039 BRT   | 1944–1972    | durchgängiger Einsatz bei Sociedade Geral, 1972 als Silmar an Companhia Nacional de Navegação, 1986 abgewrackt. |
| Alcobaça            | 1948    | Bartram & Sons, Sunderland                                               | 5289 BRT   | 1948–1972    | „A-Schiff“; Einsatz auf Linien nach Afrika sowie in der Trampschifffahrt, 1972 an Companhia Nacional de Navegação, 1979 abgewrackt. |
| Alenquer            | 1949    | Bartram & Sons, Sunderland                                               | 5289 BRT   | 1949–1972    | „A-Schiff“; 1972 an Companhia Nacional de Navegação, 1977 zypr. Esperos IV, 1978 Kronos II, nach Brand 1978 in Gadani abgewrackt. |
| Almeirim            | 1949    | Bartram & Sons, Sunderland                                               | 5289 BRT   | 1949–1972    | „A-Schiff“; 1972 an Companhia Nacional de Navegação, 1980 abgewrackt. |
| Arraiolos           | 1949    | Bartram & Sons, Sunderland                                               | 5289 BRT   | 1949–1972    | „A-Schiff“: 1972 an Companhia Nacional de Navegação, 1976 zypr. Fos I, 1977 Paula, 1977 Esperos III, 1978 in Gadani abgewrackt. |
| Ambrizete           | 1949    | Bartram & Sons, Sunderland                                               | 5503 BRT   | 1949–1972    | „A-Schiff“; 1972 an Companhia Nacional de Navegação, 1973 in Kaohsiung abgewrackt. |
| Andulo              | 1949    | Bartram & Sons, Sunderland                                               | 5503 BRT   | 1949–1965    | „A-Schiff“: 1965 nach Kollision mit Statue of Liberty gesunken. |
| Belas               | 1948    | William Doxford & Sons, Sunderland                                       | 4455 BRT   | 1948–72      | „B-Schiff“; 1972 an Companhia Nacional de Navegação, 1978 panam. Isperos V.; 1979 in Gadani abgewrackt. |
| Borba               | 1948    | William Doxford & Sons, Sunderland                                       | 4457 BRT   | 1948–1972    | „B-Schiff“: eingesetzt in der Trampschifffahrt; 1972 an Companhia Nacional de Navegação, 1973 abgewrackt. |
| Braga               | 1948    | William Doxford & Sons, Sunderland                                       | 4455 BRT   | 1948–1972    | „B-Schiff“; eingesetzt in der Trampschifffahrt nach Kanada und in die USA, später im Liniendienst zwischen Portugal und Angola, 1972 an Companhia Nacional de Navegação, 1977 nach Brand im Maschinenraum verloren.                                                                                        |
| Bragança            | 1948    | William Doxford & Sons, Sunderland                                       | 4455 BRT   | 1948–1972    | „B-Schiff“; 1972 an Companhia Nacional de Navegação, 1974 in Spanien abgewrackt. |
| Cartaxo             | 1949    | St. Lawrence Metal and Marine Works (vormals Morton Engineering), Québec | 1157 BRT   | 1949–1972    | „C-Schiff“: 1972 an Companhia Nacional de Navegação, 1972: panam. Falisea, 1976: malays. Lautan Lima, 1981: Pelego Duvo, 1984 abgewrackt. |
| Colares             | 1949    | St. Lawrence Metal and Marine Works (vormals Morton Engineering), Québec | 1154 BRT   | 1949–1972    | „C-Schiff“, 1972 an Companhia Nacional de Navegação, 1978 an Transfrio und in Kühlschiff umgebaut: Porto Frio, 1981 Cold Gulf, 1984 Gulf Frio, 1991 abgewrackt; |
| Coruche             | 1949    | St. Lawrence Metal and Marine Works (vormals Morton Engineering), Québec | 1154 BRT   | 1949–1963    | „C-Schiff“: 1963 in Guinea durch ein Feuer schwer beschädigt und in Lissabon zum Abwracken verkauft. |
| Covilhã             | 1949    | St. Lawrence Metal and Marine Works (vormals Morton Engineering), Québec | 1154 BRT   | 1949–?       | „C-Schiff“: Einsatzgeschichte unbekannt; |
| António Carlos      | 1946    | CUF-Werft, Lissabon                                                      | 1735 BRT   | 1947–1972    | Fahrten nach Casablanca, Kap Verde, Guinea; ab 1959 Truppentransporte, 1969 Kollision auf der Elbe mit der ndl. Bovenskerk, 1972 an Companhia Nacional de Navegação, 1981 abgewrackt. |
| Conceição Maria     | 1948    | CUF-Werft, Lissabon                                                      | 1736 BRT   | 1958–1966    | Fahrten nach Casablanca, 1949 an der brit. Küste bei den Goodwin Sands aufgelaufen, ab 1961 Truppentransporte, 1966 Brand nach Kollision mit der ndl. Simonskerk auf der Ems, nicht mehr repariert und 1968 abgewrackt.                                                                                    |
| Alfredo da Silva    | 1950    | CUF-Werft, Lissabon                                                      | 3375 BRT   | 1950–1972    | Kombischiff für 88 Passagiere, vor allem Einsatz auf Afrika-Linien inkl. Truppentransporte, 1972 an Companhia Nacional de Navegação; 1973 abgewrackt. |
| Ana Mafalda         | 1951    | CUF-Werft, Lissabon                                                      | 3318 BRT   | 1951–1975    | Kombischiff für 52 Passagiere auf Route nach Kap Verde und Guinea, 1963 gechartert für Truppentransporte nach Afrika, zeitweise Einsatz auf Route in die Vereinigten Staaten, 1972 an Companhia Nacional de Navegação; 1979 abgewrackt.                                                                    |
| Rita Maria          | 1953    | CUF-Werft, Lissabon                                                      | 3403 BRT   | 1953–1972    | Kombischiff für 70 Passagiere gebaut für Einsatz zwischen Lissabon und Kap Verde, 1959 verlängert, 1972 an Companhia Nacional de Navegação; 1978 abgewrackt. |
| Manuel Alfredo      | 1954    | CUF-Werft, Lissabon                                                      | 3468 BRT   | 1954–1972    | Gebaut für Einsatz im Fracht- und Passagierverkehr nach Angola, 1972 an Companhia Nacional de Navegação; 1973 in Spanien abgewrackt. |
| Alcoutim            | 1943    | Vancouver Ship Repairs, Vancouver                                        | 7.127 BRT  | 1946–1971    | ex brit. Fort Fidler; 1946 Ankauf von der United States Maritime Commission; 1971 abgewrackt. |
| Pinhel (2)          | 1950    | Flender-Werke, Lübeck                                                    | 2466 BRT   | 1956–1963    | ex dt. Jutta Schlewien, 1952 Hasselburg, 1956 Ankauf, zu Beginn der 1960er-Jahre im Tejo gesunken und gehoben, 1963 Verkauf als Recuperado an Fradar Companhia, zum Leichter umgebaut, 1970 abgewrackt. |
| Maria Christina (2) | 1957    | CUF-Werft, Lissabon                                                      | 549 BRT    | 1957–1970    | in 1960er-Jahren verlängert und mit 768 BRT neu vermessen; 1970 als Landes an Agencia Maritima de Fretammentos (Frenave), 1973 Eco Landes, 1981 Argyro de Moreno der Greco Brasileira, vor Zypern gesunken.                                                                                                |
| Mira Terra (2)      | 1957    | CUF-Werft, Lissabon                                                      | 562 BRT    | 1957–1966    | Transportierte Pyrite und Phosphate im portugiesischen Küstenverkehr für die CUF; 1966 an Überseeministerium verkauft und im Küstenverkehr der Kapverdischen Inseln im Einsatz. 1970 gestrandet. |
| Silva Gouveia (3)   | 1957    | CUF-Werft, Lissabon                                                      | 550 BRT    | 1958–1967    | 1967 verkauft: Beatriz Regine der Sociedade Angolana de Navegação, Verbleib nach 1975 unklar. |
| Santo Antão         | 1958    | CUF-Werft, Lissabon                                                      | 543 BRT    | 1958–1965    | Kombischiff für 45 Passagiere in der Küstenschifffahrt zwischen den Inseln von Kap Verde, 1965 nach Kap Verde verkauft, 1965 dort gesunken. |
| Monchique (2)       | 1951    | Cockerill, Hoboken (Antwerpen)                                           | 11.054 BRT | 1964–?       | ex Tanker Bornes der Sociedade Portuguesa de Navios Tanques (Soponata), 1964 Ankauf und Umbau zum Massengutfrachter für Getreidetransporte; Verbleib unklar. |
| Amélia de Mello     | 1956    | Deutsche Werft, Hamburg                                                  | 8977 BRT   | 1966–1972    | Passagierschiff als Reparationsleistung: israel. Zion; 1966 Ankauf, 1972 griech. Ithaca, 1979 panam. Dolphin IV, 2003 abgewrackt. |
| Cabinda (2)         | 1959    | Hall, Russell & Company, Aberdeen                                        | 5034 BRT   | 1969–1971    | ex brit. Holmside der Burnett Steamship Company, 1972 an Companhia Nacional de Navegação, 1980 in Casablanca gestrandet. |
| Cunene (2)          | 1969    | Stocznia Szczecinska, Stettin                                            | 10.552 BRT | 1969–1971    | Typ B-441; 1969 Ankauf von der Werft; 1972 an Companhia Nacional de Navegação; 1986 zypr. Spyvag I; Abwrackdatum unklar; |
| Cabo Verde          | 1962    | Howaldtswerke, Kiel                                                      | 3875 BRT   | 1971         | ex norweg. Sirefjell der Reederei Luksfjell & Rudolf; 1971 Ankauf, 1972 an Companhia Nacional de Navegação; 1985 NRP São Miguel der portug. Marine; 1993 mit alter Munition versenkt. |
| Cabo Bojador        | 1962    | Howaldtswerke, Kiel                                                      | 3875 BRT   | 1971         | ex norweg. Haukefjell der Reederei Luksfjell & Rudolf; 1971 Ankauf, 1972 an Companhia Nacional de Navegação; 1985 abgewrackt; |